# Steven Runciman
Sir James Cochran Stevenson Runciman CH (* 7. Juli 1903 in Northumberland; † 1. November 2000 in Radway, Warwickshire) war ein britischer Historiker, der für seine Arbeiten zum Mittelalter berühmt ist. 

## Leben
Seine Eltern waren beide für die Liberal Party im Parlament, sein Großvater väterlicherseits, Walter Runciman, 1. Baron Runciman, war ein Großreeder. Seine Erziehung erhielt er in Eton, gleichzeitig mit George Orwell, der ein enger Freund wurde. 1921 begann er am Trinity College (Cambridge) sein Geschichtsstudium.
Seine Arbeiten über das Byzantinische Reich machten ihn 1927 zum Fellow des Trinity College. Er erbte von seinem Großvater ein erhebliches Vermögen, woraufhin er 1938 als Fellow zurücktrat. Von 1942 bis 1945 war er Professor für Byzantinische Kunst und Geschichte an der Universität Istanbul, wo er mit seinen Forschungen zu den Kreuzzügen begann. Das Ergebnis, A History of the Crusades (Geschichte der Kreuzzüge), ist sein bekanntestes Werk. Es erschien in drei Bänden 1951, 1952 und 1954.
Seit 1957 war er Mitglied (Fellow) der British Academy. 1958 wurde er als Knight Bachelor („Sir“) geadelt. Seit 1965 war er Mitglied der American Philosophical Society.
Runciman war ein Gelehrter nach altem Standard, der an der Verwendung neuerer methodischer Ansätze nicht interessiert war. In seinem Privatleben war er als Exzentriker bekannt, als Ästhet, Anekdotenerzähler, Anhänger des Okkultismus und Freund von Aristokraten und Politikern in vielen Ländern.
Ihm zu Ehren ist der Runciman Award benannt.

## Schriften (in Auswahl)
- The Emperor Romanus Lecapenus and his reign. A study of 10th century Byzantium. University Press, Cambridge 1929.
- A history of the first Bulgarian Empire. Bell, London 1930.
- A history of the crusades. 3 Teile. University Press, Cambridge 1951–1954.
  - deutsch: Geschichte der Kreuzzüge, übersetzt von Peter de Mendelssohn, 3 Bände. C. H. Beck, München 1957–1960; erschienen als Taschenbuch bei dtv, München 1995, ISBN 3-423-04670-8.
- The Medieval Manichee: A Study of the Christian Dualist Heresy. University Press, Cambridge 1955.
  - deutsch: Häresie und Christentum. Der mittelalterliche Manichäismus. Fink, München 1988, ISBN 3-7705-2498-5.
- Byzantine Civilization. Meridian Books, New York 1956.
  - deutsch: Byzanz. Von der Gründung bis zum Fall Konstantinopels (= Kindlers Kulturgeschichte, Band 8), übersetzt von Heinrich Wolfart. Kindler, München 1969; erschienen als Taschenbuch bei dtv, München 1983.
- The Sicilian Vespers. A history of the Mediterranean world in the later thirteenth century. University Press, Cambridge 1958.
  - deutsch: Die sizilianische Vesper. Eine Geschichte der Mittelmeerwelt im Ausgang des dreizehnten Jahrhunderts., übersetzt von Peter de Mendelssohn, C. H. Beck, München 1959, ISBN 3-406-06458-2.
- The fall of Constantinople 1453. University Press, Cambridge 1965.
  - deutsch: Die Eroberung von Konstantinopel 1453, übersetzt von Peter de Mendelssohn, C. H. Beck, München 1966, ISBN 3-406-02528-5; als Taschenbuch erschienen bei dtv, Wissenschaftliche Reihe, München 1977, ISBN 3-423-04286-9.
- The Great Church in captivity: A study of the Patriarchate of Constantinople from the eve of the Turkish conquest to the Greek war of independence. University Press, Cambridge 1968, ISBN 0-521-07188-7.
  - deutsch: Das Patriarchat von Konstantinopel vom Vorabend der türkischen Eroberung bis zum griechischen Unabhängigkeitskrieg, übersetzt von Peter de Mendelssohn, C. H. Beck, München 1970, ISBN 3-406-03332-6.